# Klaus Ritterbusch
Klaus Ritterbusch (* 1947 in Bodenwerder, Weserbergland) ist ein deutscher Künstler.

## Leben
Ritterbusch studierte zuerst in Hannover, dann ab 1969 an der FU Berlin Philosophie bei Wilhelm Weischedel und Peter Brückner sowie theoretische Soziologie bei Dieter Claessens, hier insbesondere die Systemtheorie von Niklas Luhmann. Er gründete 1972 die Künstlergruppe Amelith, die sich vor allem mit Filmprojekten beschäftigte. Er erhielt  den Bernhard-Sprengel-Preis für Malerei und  1979 den Förderpreis des Landes Nordrhein-Westfalen für Bildende Kunst.
Ritterbusch lebt nach einem Atelieraufenthalt in Amsterdam seit 1978 in Düsseldorf.

## Werk
Das Werk umfasst Malerei, Fotografie, Fotoübermalungen, sowie Texte und Schriften.
In den 1970er Jahren schuf er Fotografische Variablen, die eine Art Relativitätstheorie der Fotografie am Beispiel von Landschaften darstellten, widmete sich dann aber vorwiegend der Malerei. Seine Themenwahl bewegt sich zwischen Industrieveduten, Extremlandschaften und physiognomischen Studien. Bei den Landschaften bildet die sich über Jahrzehnte erstreckende Beschäftigung mit den Strukturen und Veränderungen der Alpengletscher einen eigenen Werkteil.
Die großformatigen Bilder von Ritterbusch sind thematisch oft in industriellen Innenräumen angesiedelt. Dazu gehört das Gemälde La Poubelle, welches den stilisierten Bunker einer Müllverbrennungsanlage darstellt und als Synonym der Zivilisationskritik in der Ausstellung  Die zweite Schöpfung im Berliner Gropiusbau gezeigt wurde. Dieser Zyklus wurde unter dem Titel "Turmzimmer in Babel" erstmalig in einer Ausstellung des Ludwig-Suermondt Museums umfassend zusammengestellt und erfährt seitdem Vervollständigungen bis zu den der Künstlichen Intelligenz gewidmeten Arbeiten, die in fiktiven Darstellungen von Rechenzentren ihren Niederschlag finden.
Ritterbusch geht es dabei immer um die Ambivalenz des technologischen Fortschritts, sozusagen um die zivilisatorische Fortsetzung des Prometheus-Mythos', der ja auch schon die Strafe für die Feuerzähmung mitgedacht hat.

## Publikationen (Auswahl)
- Fotografische Variablen, Katalog Kunstverein Karlsruhe 1977
- Der Fluß und die Berge, Bildband Herder Verlag Freiburg 1981 (Texte von Werner Schmalenbach und Jean-Claude Lemagny) ISBN 3-451-19664-6
- Im Reich der Schatten, Katalog Stadtmuseum Düsseldorf 1981 (Text H.Schulze Altcappenberg)
- Vom Konzept zur Illusion, Katalog Kunstmuseum Gelsenkirchen 1993 (Texte Leane Schäfer und Martina Sitt)
- Alltag und Paranoia der Strandkrabben, Katalog Kunstvereine Meerbusch und Wesel 1996 (Text Wolfgang Drost)
- Hinter dem Tellerrand geht die Sonne auf (kunsttheoretischer Text) in: Akzente, Hanser Verlag München 2000, ISSN 0002-3957
- Ramayana, Katalog Überseemuseum Bremen/Museum Herne/Prince-of-Wales Museum Bombay 2000 (Text Gottlieb Leinz)
- Turmzimmer in Babel, Katalog Suermondt-Museum Aachen 2000, (Texte Gerhard Finckh und H.Schulze Altcappenberg) ISBN 3-929203-32-4
- Landschaften, Katalog DASA Dortmund 2004 (Texte Marcus Starzinger und G.Finckh), ISBN 3-88261-816-1
- Il pittore per caso (kunsttheoretischer Text) in: Schriftenreihe zur Verteidigung der Kunst, Aquinarte Verlag Kassel 2008, ISBN 3-933332-41-9